# Wsiewka
Wsiewka – roślina dwu- lub wieloletnia wsiewana w roślinę ochronną i zbierana po jej zbiorze w następnych latach, np. wsiewka koniczyny czerwonej w jęczmień jary. Wsiewki mogą być stosowane w rejonach, których warunki są niekorzystne do uprawy poplonów ścierniskowych (opóźnione żniwa). Pole nie może być zachwaszczone, musi być zasobne w składniki pokarmowe i nie za suche. Wsiewki sieje się w wilgotną glebę wczesną wiosną (czasami jesienią). Jako wsiewki najczęściej stosuje się kończyny, seradelę, marchew pastewną, trawy.